# Kirkland (Québec)
Kirkland ist eine Stadt im Südwesten der kanadischen Provinz Québec. Sie liegt auf der Île de Montréal westlich von Montreal. Die Stadt hat eine Fläche von 9,63 km² und zählt 20.151 Einwohner (Stand: 2016).

## Geographie
Kirkland liegt im Westen der Île de Montréal, in der Region West Island. Die Gemeinde grenzt im Norden an den Montrealer Stadtbezirk Pierrefonds-Roxboro, im Westen an Sainte-Anne-de-Bellevue, im Südwesten an Baie-D’Urfé, im Süden an Beaconsfield, im Osten an Pointe-Claire und im Nordosten an Dollard-Des Ormeaux. Das Stadtzentrum von Montreal ist rund 22 Kilometer entfernt.

## Geschichte

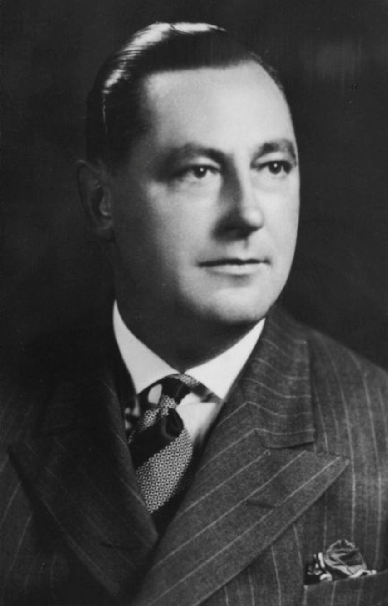
Charles-Aimé Kirkland

Die Gründung des Ortes erfolgte im Jahr 1722 als Kirchgemeinde Saint-Joachim-de-Pointe-Claire, durch einen Erlass des französischen Königs Louis XV. 1845 folgte die Gründung der Zivilgemeinde. Diese erhielt am 24. März 1961 den Stadtstatus und wurde in Kirkland umbenannt, zu Ehren des Politikers Charles-Aimé Kirkland, der von 1939 bis zu seinem Tode 1961 im Provinzparlament vertreten war. In der Folge setzte ein markantes Bevölkerungswachstum ein, wobei das Siedlungsgebiet mit dem Bau des Trans-Canada-Highway in zwei Teile zerschnitten wurde.
Am 1. Januar 2002 wurden 27 Gemeinden auf der Insel mit Montreal fusioniert. Besonders in Gemeinden mit einem hohen Anteil an Englischsprachigen regte sich Widerstand, da diese Maßnahme von der Provinzregierung der separatistischen Parti Québécois angeordnet worden war. Ab 2003 stellte die Parti libéral du Québec die Regierung und versprach, die Gemeindefusionen rückgängig zu machen. Am 20. Juli 2004 fanden in 22 ehemaligen Gemeinden Referenden statt. In Kirkland sprachen sich 87,6 % der Wahlbeteiligten für die Trennung aus. Die Gemeinde wurde am 1. Januar 2006 neu gegründet, musste aber zahlreiche Kompetenzen an den Gemeindeverband abtreten.

## Bevölkerung
Laut Volkszählung von 2011 zählte Kirkland 21.253 Einwohner, was einer Bevölkerungsdichte von 2204,7 Einw./km² entspricht. 42,8 % der Bevölkerung gaben Englisch als Hauptsprache an, der Anteil des Französischen betrug 21,0 %. Als zweisprachig (Französisch und Englisch) bezeichneten sich 2,0 %, auf andere Sprachen und Mehrfachantworten entfielen 34,2 %. Zu den bedeutendsten nichtamtlichen Hauptsprachen gehörten Italienisch (8,1 %), Arabisch (3,1 %), Chinesisch (2,9 %), Griechisch (2,3 %), Spanisch (1,7 %) und Persisch (1,4 %). Ausschließlich Englisch sprachen 18,5 %, ausschließlich Französisch 2,9 %. Im Jahr 2001 waren 61,5 % der Bevölkerung römisch-katholisch, 14,3 % protestantisch, 7,6 % orthodox, 3,0 % muslimisch und 7,8 % konfessionslos.

## Verkehr
Die Autoroute 40 zwischen Montreal und Ottawa, teilt das Stadtgebiet in zwei Hälften. Eine weitere Autobahn, die Autoroute 20 in Richtung Toronto, verläuft wenige Kilometer südlich. Eine wichtige Querverbindung ist der Boulevard Saint-Charles zwischen Beaconsfield und Sainte-Geneviève. Mehrere Buslinien der Société de transport de Montréal stellen Verbindungen mit den Nachbargemeinden her.

## Persönlichkeiten
- Robin Corsiglia (* 1962), Schwimmerin